# Plaza Brunswick

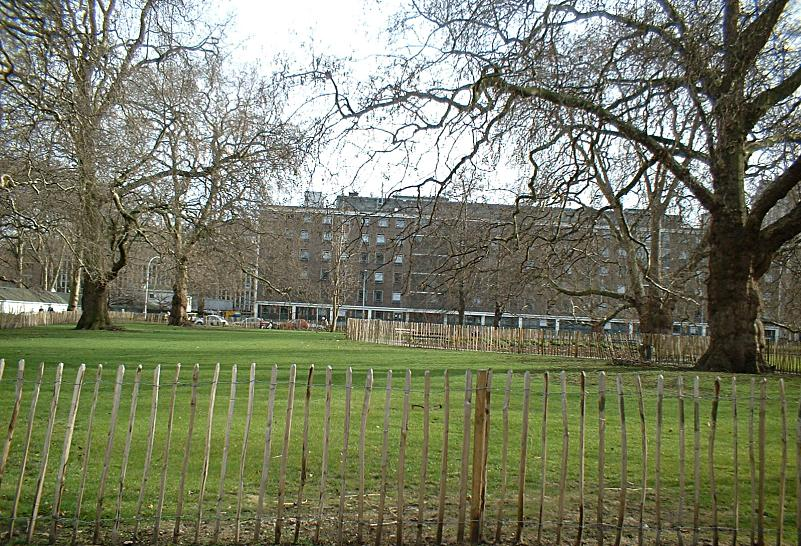
Plaza Brunswick.

La Plaza Brunswick es un jardín público de Bloomsbury, en el London Borough of Camden. Al norte de la plaza se encuentra la Escuela de Farmacia, al norte está el Museo Foundlingy hacia el oeste se encuentra el Centro de Brunswick. Al sur se encuentra el Salón Internacional y la residencia de estudiantes de la Universidad de Londres, y en su lado oeste se encuentran las dos organizaciones de beneficencia para niños, Familia Coram y los Campos de Coram.
Brunswick Square fue originalemte parte del predio donde estaba el Hospital Foundling.
La Plaza Mecklenburgh es un predio similar al este. La Estación de la Plaza Russell es la estación de subte más cercana en el suroeste.
En la publicación de Jane Austen llamado “Emma”, los personajes de Mr. and Mrs. John Knightley hacían de su residencia en la Plaza Brunswick.